# Каскевич, Михаил Григорьевич
Михаил Григорьевич Каскевич (укр. Михайло Григорович Каскевич; 17 февраля 1948 года, Нежин Черниговская область — 20 июня 2004 года, Киев) — украинский политический деятель, Министр труда Украины (1991—1996), Председатель Черниговской областной государственной администрации (1998—1999).

## Биография
Михаил Каскевич родился 1948 года в г. Нежине Черниговской области СССР.
Отец — Григорий Владимирович, водитель АТП; мать — Екатерина Макаровна, учительница.
По завершении военной службы в рядах Советской армии в 1969 году поступил в Киевский институт народного хозяйства им. Д. С. Коротченко на планово-экономический факультет, который окончил в 1973 году.
С августа 1973 года по октябрь 1976 года — работа в Госплане УССР на должностях инженера-математика-программиста, экономиста, старшего экономиста.
С октября 1976 года по март 1980 года — референт Совета Министров УССР.
С марта 1980 года по август 1991 года — начальник подотдела, заместитель начальника отдела, начальник отдела Госплана УССР.
1 августа 1991 назначен заместителем Министра УССР по делам разгосударствления собственности и демонополизации производства.
29 октября 1991 назначен Министром труда Украины. Во время руководства Михаила Каскевич Министерством разработаны законодательные основы функционирования рынка труда Украины в условиях рыночной экономики. Срок непрерывного пребывания Михаила Каскевич во главе Министерства труда (с учётом периодов выполнения обязанностей) превысил 4 года и 9 месяцев, по сегодня остаётся одним из наибольших показателей для министров в истории украинского Правительства. За это время сменилось 6 руководителей Правительства Украины. Ушел в отставку с должности Министра труда 8 августа 1996 после назначения Премьер-министром Украины Лазаренко.
С ноября 1996 по январь 1997 года — вице-президент УСПП.
С января 1997 года по апрель 1998 года — Руководитель Контрольного управления Администрации Президента Украины.
С апреля 1998 года по август 1999 года — Председатель Черниговской областной государственной администрации.
30 сентября 1999 назначен Председателем Государственного комитета Украины по делам защиты прав потребителей. 10 января 2000 освобожден от этой должности в связи с ликвидацией комитета.
1 апреля 2003 назначен исполнительным секретарем Государственной комиссии по ценным бумагам и фондовому рынку Украины.
Умер Михаил Каскевич 20 июня 2004 в клинической больнице «Феофания» в возрасте 56 лет. Официальная причина смерти — инфаркт миокарда.
Похоронен в Киеве на Байковом кладбище.